# 七月鏡一
七月鏡一（日语：ななつき きょういち，1968年7月30日—），日本漫畫原作者兼腳本家。本名為，出身於北海道。畢業於札幌光星高等學校、立正大學文學部史學科、且在同一間大學中修完文學研究科。

## 來歷
以「アウトサイド・ソード」（作畫：工藤奏一郎）在第一回的サンデー原作大賞中得獎並出道。
近年來參加以由同樣是原作者的梶研吾所主辦的影像企劃劇本集團ピケット，也開始從事映像類作品的劇本。
另有文月剣太郎這個筆名。血型是Ｏ型。

## 作品列表
漫畫原作・原案
- JESUS (漫畫)（作畫：藤原芳秀）
- ホタルロード（作畫：西沢一岐）
- 侍魂 -魔界武藝帖-（作畫：三好雄己）
- Virtua Fighter（作畫：藤原芳秀）
- ARMS神臂（作者：皆川亮二、原案協力）
- Dr.トゥモロウ（作畫：藤原芳秀）
- 闇之盾（作畫：藤原芳秀）
- D-LIVE!!（著者：皆川亮二 / 七月はシナリオ・部分取材）
- 少年機器狂（作畫：上川敦志）
- BUGS -捕食者之夏-（作畫：藤原芳秀）
- 曉之盾（作畫：藤原芳秀）
- 火焰之紋章：紋章之謎（作畫：克・亜樹）
- VOID（HXL作品、漫畫：李成圭、VOIDデザイン：福地仁）
- JESUS 砂塵航路（作畫：藤原芳秀）
- 牙之旅商人-The Arms Peddler（作畫：梟）
- ポケットモンスターB・W グッドパートナーズ（作畫：険持ちよ）
- Area D異能領域（作畫：梁慶一）
- 偵探傑諾與7間殺人密室（日语：探偵ゼノと7つの殺人密室）（作畫：杉山鉄兵）

文月劍太郎名義
- X-GENE（柿崎正澄、原案協力）
- ナイトラヴァーズ（作畫：清水洋三）

## 附註
- 七月鏡一公式網站「BAR NEST OF GEESE」
- 七月鏡一的X（前Twitter）
- 日文wiki（页面存档备份，存于）